# Mlaka, Komenda
Mlaka este o localitate din comuna Komenda, Slovenia.